# Half-Life Dedicated Server
Half-Life Dedicated Server, HLDS, är en programvara som används för att hantera spelservrar till äldre datorspel utvecklade av Valve Corporation. De servrar som skapas via HLDS är så kallade dedikerade servrar som inte har en direkt koppling till skaparen. Motsatsen är en så kallad Listen server, som stängs av då spelaren som skapat servern stänger av sitt spel.
Nyare datorspel som använder sig av Source-motorn använder sig av Source Dedicated Server.